# Artemis 1
Artemis 1 (oficial Artemis I) a fost un zbor de test fără echipaj pentru Programul Artemis al NASA. A fost primul zbor al vehiculului de lansare supergreu al Space Launch System (SLS) al agenției și primul zbor al Orion MPCV (Orion Multi-Purpose Crew Vehicle). Artemis 1 a fost lansată cu succes de la Centrul Spațial Kennedy la 16 noiembrie 2022 la 1:47:44 am EST (6:47:44 UTC). Obiectivul său principal este de a testa nava spațială Orion, în special scutul său termic, pentru a fi folosită în misiunile ulterioare Artemis. Aceste misiuni urmăresc să restabilească prezența umană pe Lună și să continue studii științifice, inclusiv explorarea planetei Marte.
Data inițială de lansare a lui Artemis 1 a fost planificată în decembrie 2016, dar a fost amânată de cel puțin cincisprezece ori din cauza unor probleme tehnice cu SLS și nava spațială Orion. Alți factori care au contribuit la întârzieri sunt depășirile de costuri (care este principala critică la adresa SLS) și limitele bugetare impuse de guvernul federal.
Racheta SLS a fost lansată de la Complexul de Lansare 39B de la Centrul Spațial Kennedy cu nava spațială Orion la bord pentru o misiune spațială planificată de 25 de zile. După ce a ajuns rapid pe orbita Pământului, treapta superioară s-a separat și a efectuat o injecție translunară înainte de a lansa zece mini-sateliți CubeSat. Nava spațială Orion a finalizat un zbor al Lunii la 21 noiembrie, a intrat pe o orbită retrogradă alungită timp de șase zile și a finalizat un al doilea zbor al Lunii la 25 noiembrie. Nava spațială Orion s-a întors apoi și a reintrat în atmosfera Pământului, protejată de scutul său termic, și a amerizat cu succes în Oceanul Pacific la 11 decembrie. Misiunea își propune să certifice Orion și Space Launch System pentru zborurile cu echipaj începând cu Artemis 2, care este programată să efectueze un survol lunar cu echipaj. Artemis 3 va implica o aterizare lunară cu echipaj la cinci decenii după Apollo 17, ultima misiune lunară cu echipaj.

## Planul misiunii
Obiectivul principal al lui Artemis 1 este de a testa capsula Orion în mai multe etape: intrare în atmosferă, coborâre, aterizare în ocean și recuperare.
Artemis 1 va fi lansat pe varianta Block 1 a Space Launch System (SLS). Prima treaptă a Block 1 constă dintr-o treaptă centrală și două boostere cu combustibil solid cu cinci segmente. Treapta centrală folosește patru motoare RS-25D, acest tip de motor zburând anterior cu Space Shuttle. Împreună cu boosterele, treapta centrală produce 39.000 kN forță la decolare. Treapta superioară Interim Cryogenic Propulsion Stage (ICPS) este alimentată de un singur motor RL-10B-2.
Odată ajuns pe orbită, ICPS va efectua o manevră orbitală prin injecție translunară, care va poziționa capsula  Orion și zece CubeSat pe o traiectorie către Lună. Dacă manevra va avea succes, Orion se va separa de ICPS pentru a se îndrepta către destinație, iar cele 10 CubeSat vor efectua cercetări științifice și demonstrații tehnologice.
Inițial, misiunea a fost planificată să urmeze o traiectorie circumlunară fără a intra pe orbită în jurul Lunii. Conform planurilor actuale este de așteptat ca nava spațială Orion să petreacă aproximativ trei săptămâni în spațiu, inclusiv șase zile pe o orbită alungită retrogradă în jurul Lunii.

## Misiune

### Lansare

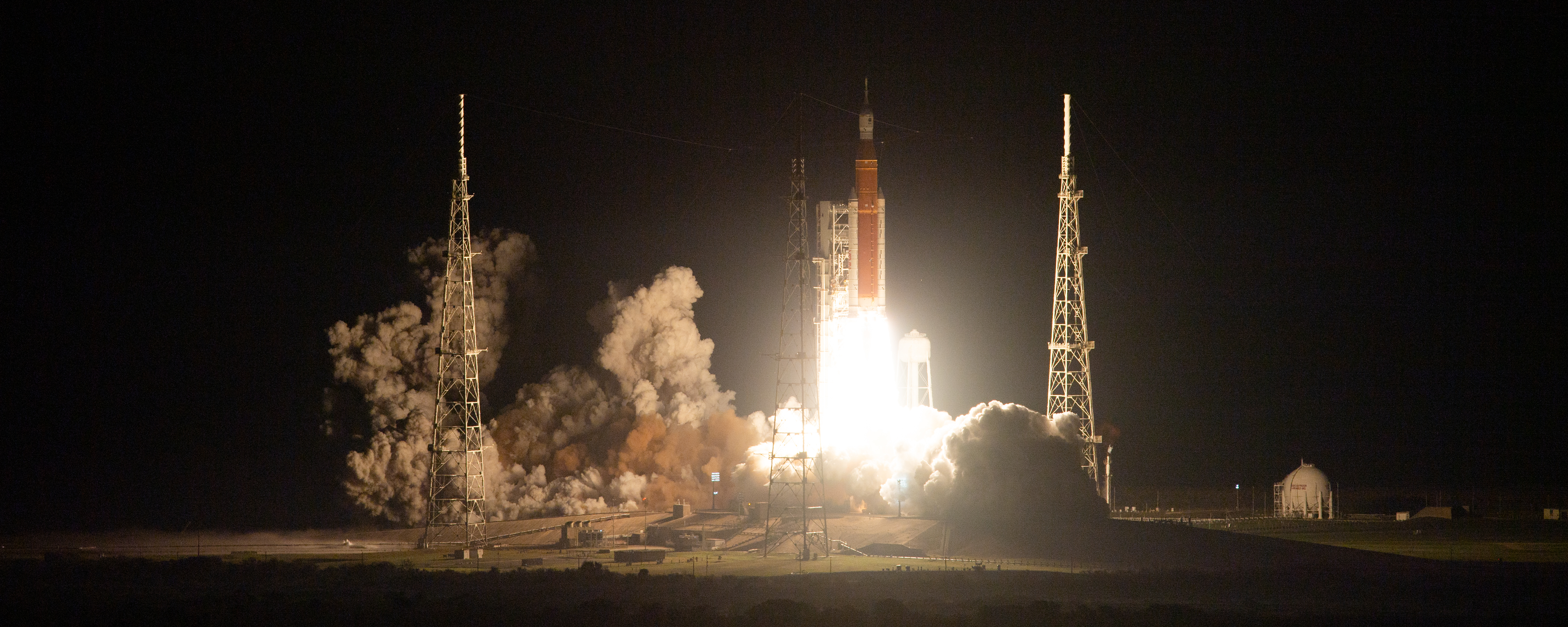
Lansare Artemis 1

La 16 noiembrie 2022, la 1:47:44 AM EST (6:47:44 UTC), Artemis 1 a fost lansat cu succes de la Complexul de Lansare 39B de la Centrul Spațial Kennedy. Pentru prima dată în peste 50 de ani, NASA a lansat o rachetă destinată să călătorească pe Lună de la Apollo 17. Această lansare marchează, de asemenea, prima dată de la Ares I-X când o rachetă este lansată de la Launch Complex 39B. Nava spațială Orion și ICPS au fost ambele plasate pe o orbită nominală, după ce s-au separat de  Space Launch System, ajungând pe orbită la aproximativ 8 minute după lansare.

### Orbita lunară
La optzeci și nouă de minute după decolare, treapta superioară (ICPS) a turat la maxim motoarele timp de 18 minute, efectuând o manevră orbitală prin injecție translunară, care a poziționat capsula Orion pe o traiectorie către Lună. După aceea, Orion s-a separat și și-a declanșat propulsoarele auxiliare pentru a se îndepărta în siguranță, în timp ce și-a început călătoria către Lună. ICPS a lansat cei 10 mini-sateliți. O ardere finală a fost realizată la trei ore și jumătate după lansare pentru a se dispune pe o orbită heliocentrică.
În a cincea zi de zbor, la 20 noiembrie 2022 la 13:09 CST, nava spațială Orion a intrat în sfera de influență lunară, astfel încât forța gravitațională a Lunii a devenit mai puternică decât cea a Pământului în raport cu nava spațială.
La 21 noiembrie 2022, Orion a pierdut comunicarea cu NASA când a trecut în spatele Lunii de la 12:25 până la 12:59 UTC. Prima manevră automată pentru a plasa Orion pe o orbită alungită retrogradă a început la 12:44 UTC. Motoarele au pornit cu succes timp de două minute și treizeci de secunde iar Orion s-a apropiat la aproximativ 130 km de suprafața Lunii la 12:57 UTC. Nava spațială a efectuat cea de-a doua și ultima ardere la 25 noiembrie, pornind motoarele timp de un minut și douăzeci și opt de secunde, propulsând Orion la o viteză de 398 km/h. La 26 noiembrie, la ora 13:42 UTC, Orion a doborât recordul pentru cea mai îndepărtată distanță de Pământ parcursă de o navă spațială care se va întoarce pe Pământ, aflându-se la aproximativ 430.000 km distanță. Recordul a fost deținut anterior de misiunea Apollo 13.
La 28 noiembrie 2022, Orion a atins distanța maximă față de Pământ în timpul misiunii Artemis 1, când s-a aflat la 432.210 km distanță de Pământ. La 1 decembrie a avut loc o nouă manevră pentru părăsirea orbitei alungite retrograde
în jurul Lunii, începându-și călătoria înapoi către Pământ..
La 5 decembrie 2022, la ora 16:43 UTC, nava spațială a ajuns la 128 km de suprafața lunară, chiar înainte de o nouă manevră pentru a părăsi zona de influență gravitațională lunară. Nava spațială a trecut din nou în spatele Lunii pierzând comunicațiile cu controlul misiunii timp de aproximativ o jumătate de oră. La 6 decembrie 2022, la 7:29 UTC, Orion a ieșit din sfera de influență lunară. Apoi a efectuat o manevră minoră de corectare a cursului și o inspecție a sistemului de protecție termică al modulului echipajului și a ESM (European Service Module). În următoarele câteva zile, echipa de control al misiunii a continuat să efectueze verificări ale sistemului și s-a pregătit pentru reintrare și amerizare. La 10 decembrie 2022, planificatorii misiunii au anunțat că locul final de aterizare va fi lângă Insula Guadeloupe din Peninsula Baja din Mexic. Corectarea finală a traiectoriei de șase secunde a avut loc a doua zi cu cinci ore înainte de reintrare.

### Reintrare și amerizare

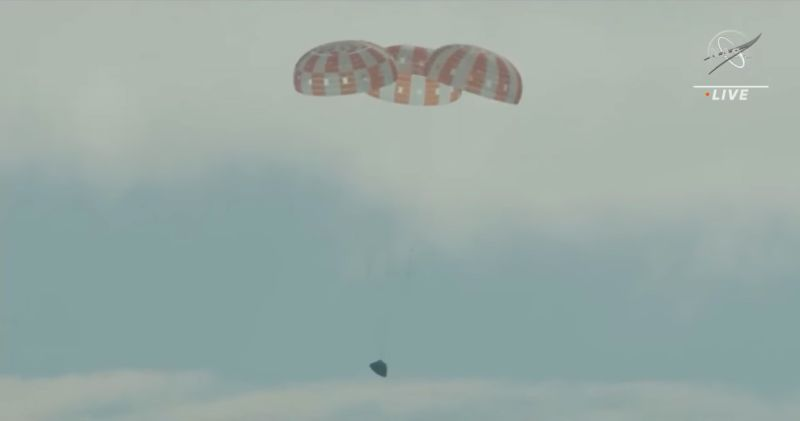
Orion coborând sub parașute la 11 decembrie 2022.

Nava spațială s-a separat de modulul său de serviciu în jurul orei 17:00 UTC la 11 decembrie 2022 și apoi a reintrat în atmosfera Pământului la ora 17:20 UTC, călătorind aproape cu 40.000 km/h. A fost prima utilizare în Statele Unite ale Americii a unui „skip entry”, o formă de intrare atmosferică non-balistică, lansată de Zond 7, în care două faze de decelerare ar expune ocupanții umani la forțe-G relativ mai puțin intense decât ar fi experimentate în timpul unei reintrari în stilul Apollo. Amerizarea capsulei Orion a avut loc la 17:40 UTC la vest de Baja California, lângă Insula Guadalupe. Personalul NASA și echipajul USS Portland au recuperat nava spațială după două ore de testare oceanică planificată.

## Încărcătura utilă
Nava spațială Orion poartă trei manechine asemănătoare astronauților, echipate cu senzori pentru a furniza date despre ceea ce membrii echipajului pot experimenta în timpul unei călătorii spre Lună. Primul manechin, numit „căpitanul Moonikin Campos” (numit după Arturo Campos, un inginer NASA în timpul programului Apollo), ocupă scaunul de comandant în interiorul Orion și este echipat cu doi senzori de radiații în costumul său Orion Crew Survival System, pe care astronauții îl vor purta în timpul lansării, intrării și altor faze dinamice ale misiunilor lor. Scaunul său are, de asemenea, senzori pentru a înregistra date privind accelerația și vibrațiile în timpul misiunii.

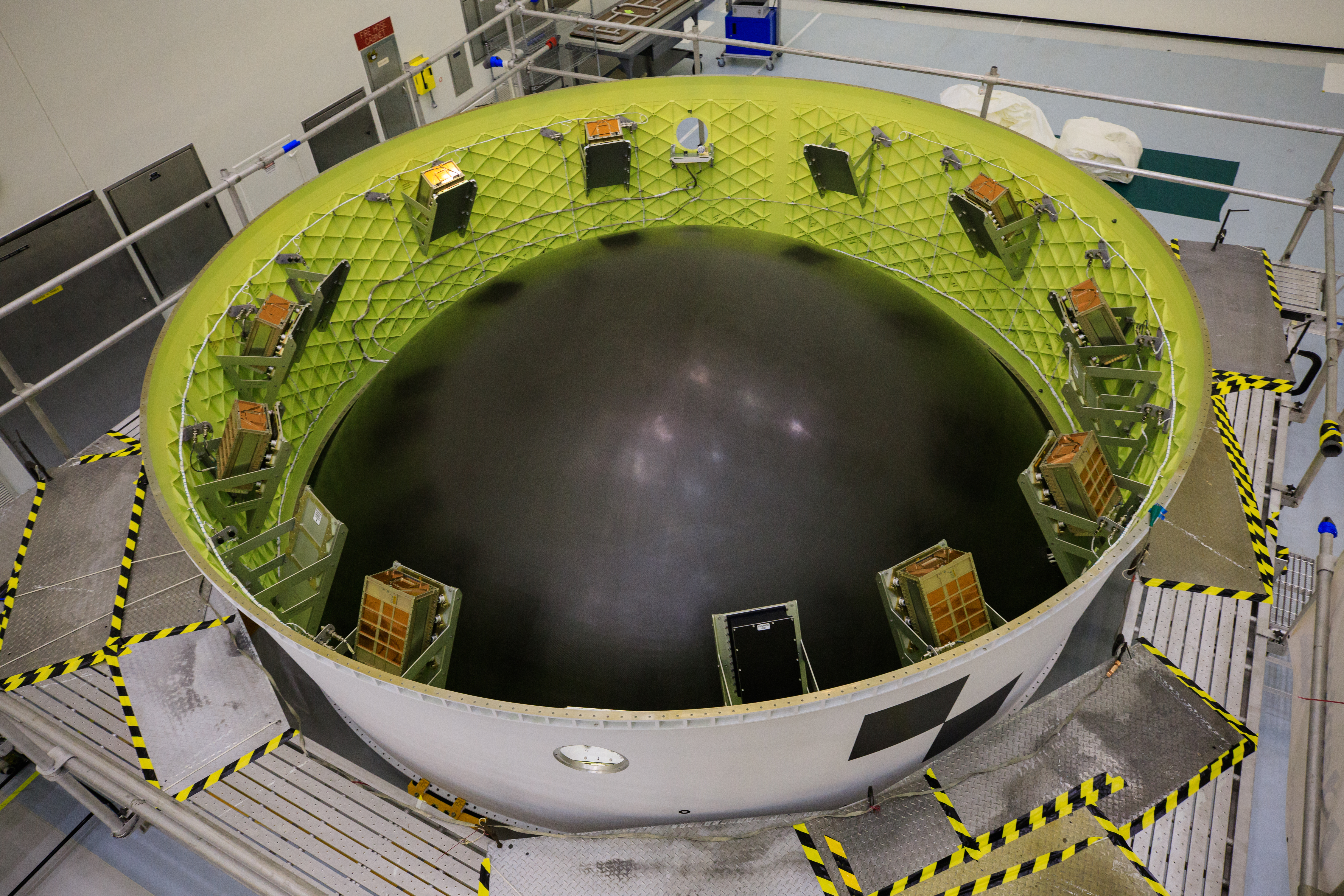
Sarcina utilă secundară este formată din 10 CubeSat atașați adaptorului, situat între a doua treaptă a lansatorului și nava spațială Orion.

Alături de Moonikin sunt două busturi manechin: Helga și Zohar, care vor lua parte la experimentul Matroshka AstroRad Radiation, în care NASA, împreună cu Centrul Aerospațial German și Agenția Spațială Israel, vor măsura expunerea la radiații în timpul misiunii. Zohar este protejat cu vesta de radiații Astrorad și echipat cu senzori pentru a determina riscurile de radiații. Helga nu poartă vestă. Testul este de a furniza date despre nivelurile de radiații în timpul misiunilor pe Lună în timp ce se testează eficacitatea vestei. Pe lângă cele trei manechine, Orion poartă pe Snoopy de la NASA și Mielul Shaun de la ESA.
Zece misiuni CubeSat low-cost zboară ca încărcături utile secundare, montate pe adaptorul lui Orion. Fiecare este într-o configurație de șase unități și se află în adaptorul de treaptă, deasupra celei de-a doua trepte. Din cele zece CubeSat, două au fost selectate prin intermediul parteneriatelor de explorare Next Space Technologies de la NASA, trei prin intermediul Direcției de misiune de explorare și operațiuni umane, două prin Direcția de misiune științifică și trei trimise de parteneri internaționali ai NASA.
Pe lângă aceste încărcături funcționale, Artemis 1 poartă și autocolante comemorative, plasturi, semințe și steaguri de la contractori și agenții spațiale din întreaga lume.  O demonstrație tehnologică numită Callisto, numită după figura mitică asociată cu Artemis, dezvoltată de Lockheed Martin în colaborare cu Amazon și Cisco, se află și ea în zbor la bordul Orion pe Artemis 1. Callisto va folosi software de videoconferință pentru a transmite audio și video de la controlul misiunii și utilizează asistentul virtual Alexa pentru a răspunde la mesajele audio. În plus, publicul a putut trimite mesaje pentru a fi afișate pe Callisto în timpul misiunii Artemis 1.

## Galerie

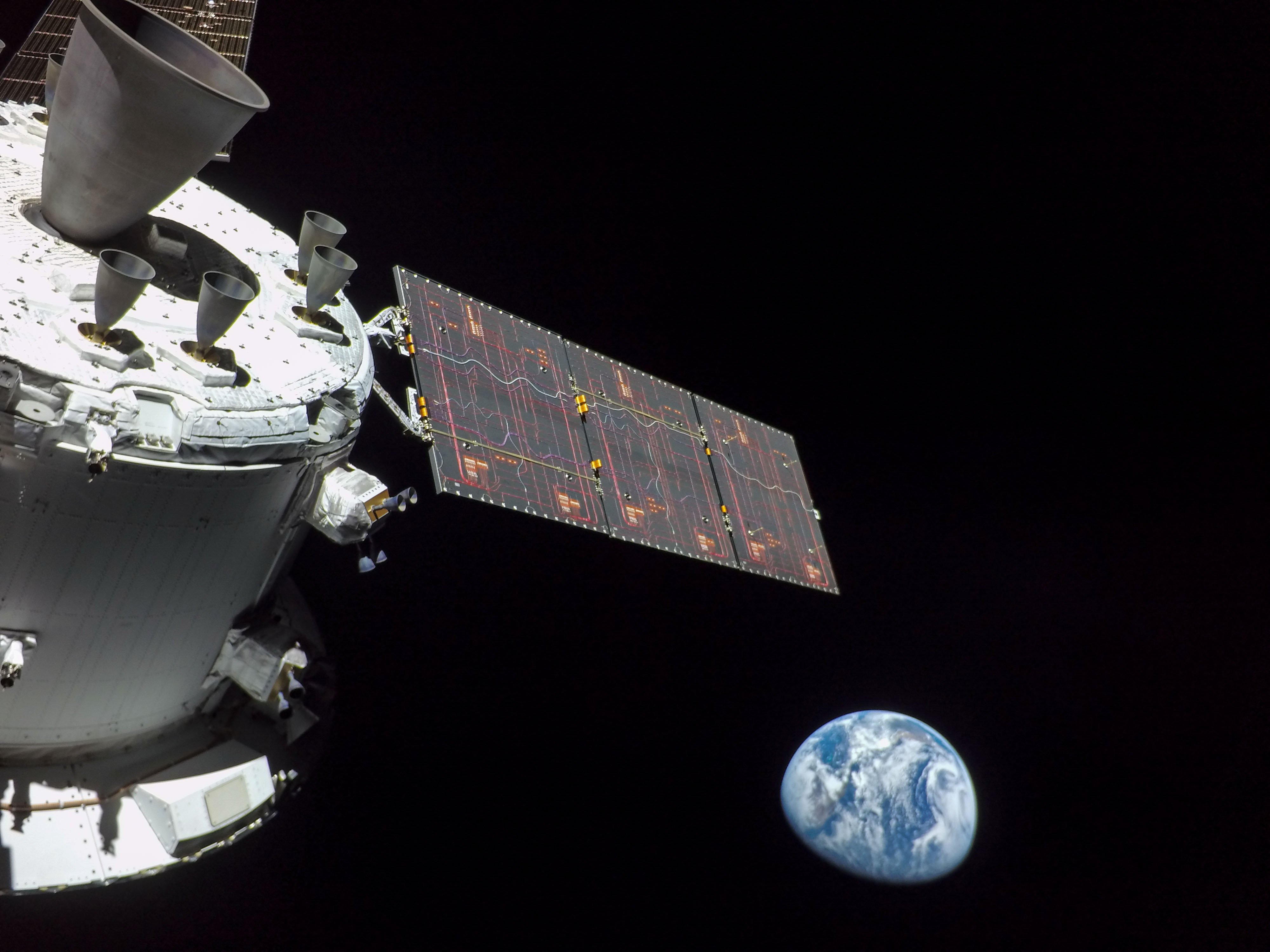
Pământul văzut de pe nava spațială Orion după Trans-Lunar Injection (TLI)
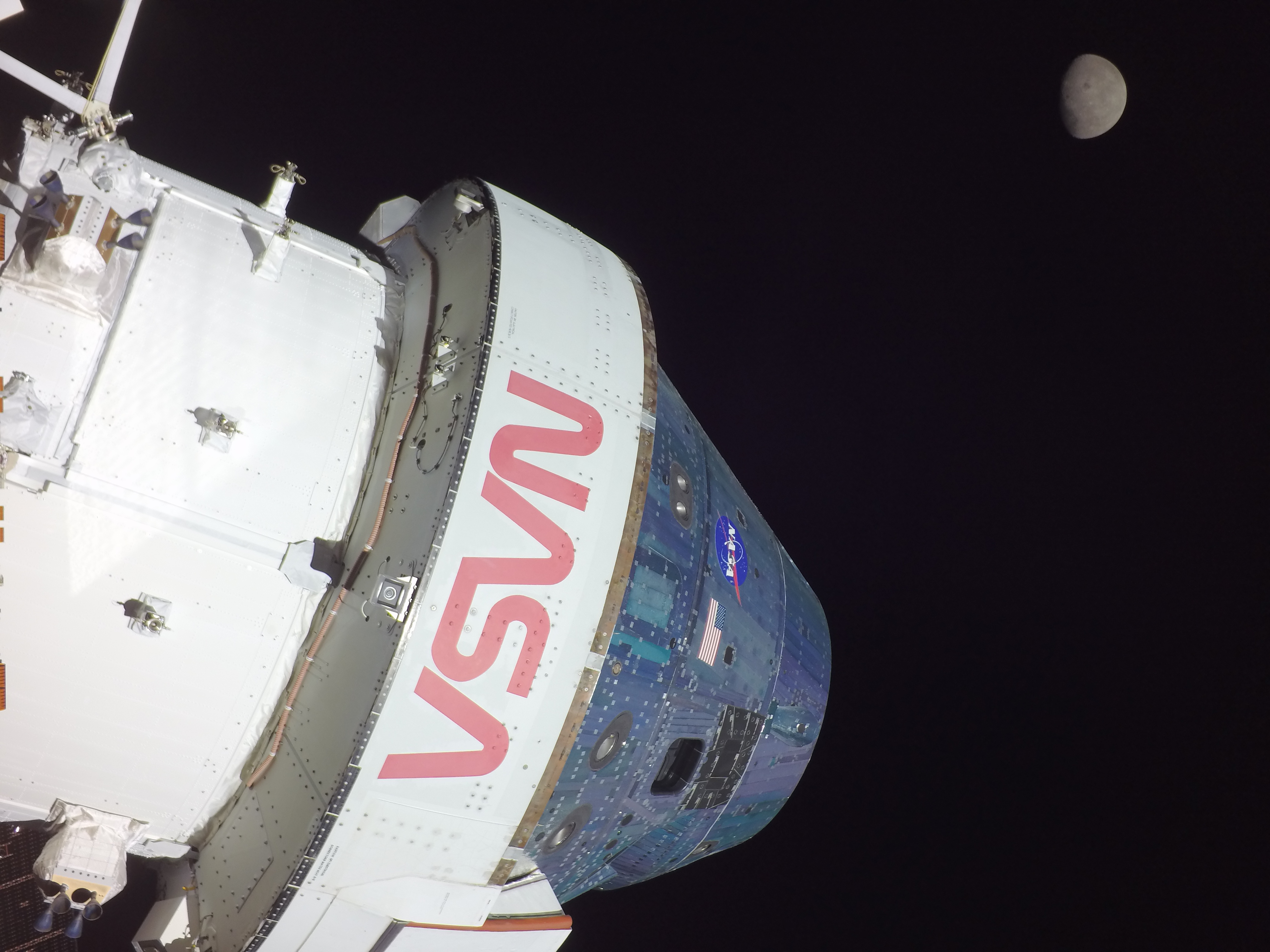
Luna și capsula Orion în timp ce capsula se află pe orbită lunară; imaginea a fost realizată de o cameră plasată pe panourile solare ale modulului de serviciu european
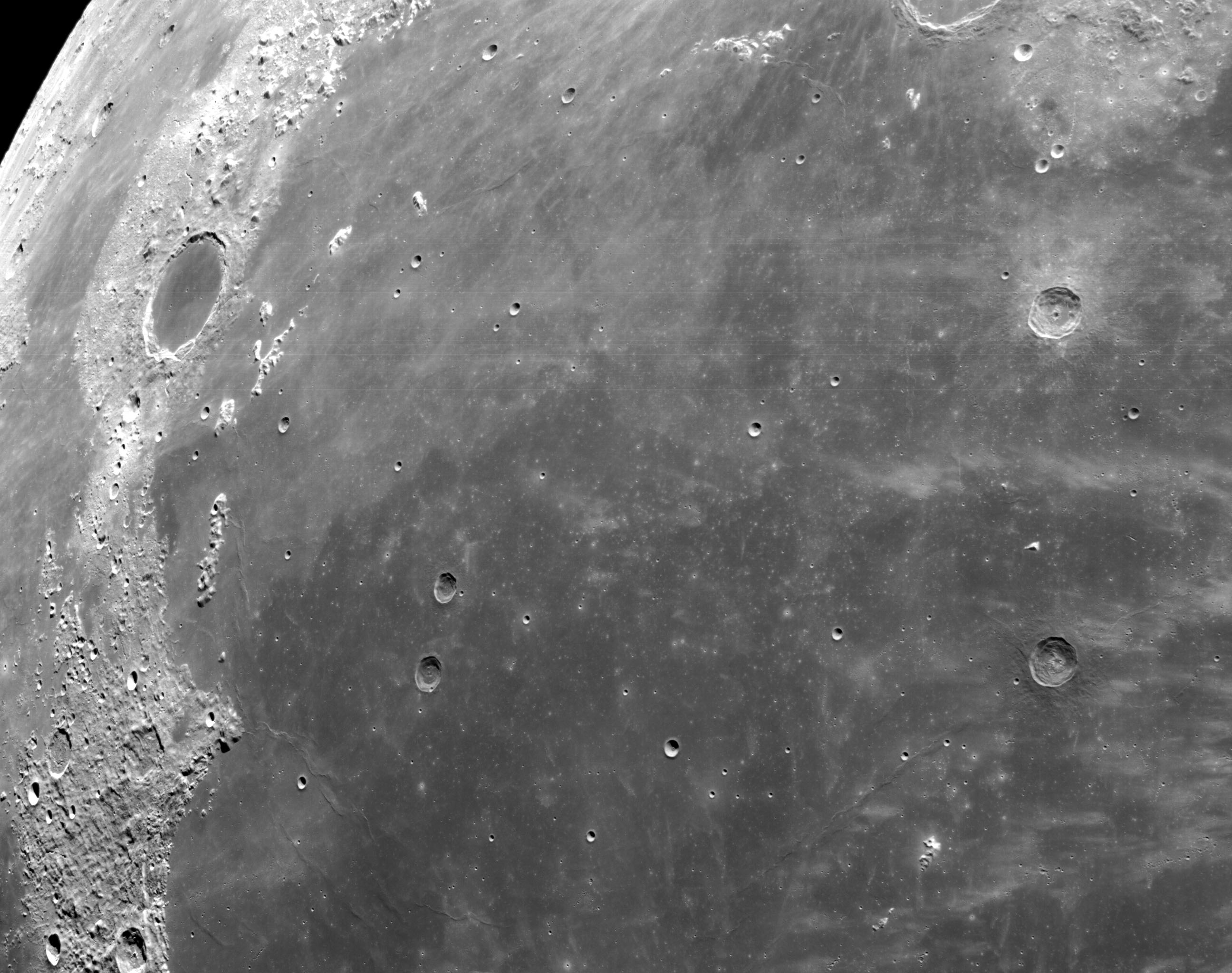
Cratere lunare capturate de Orion în zborul de întoarcere
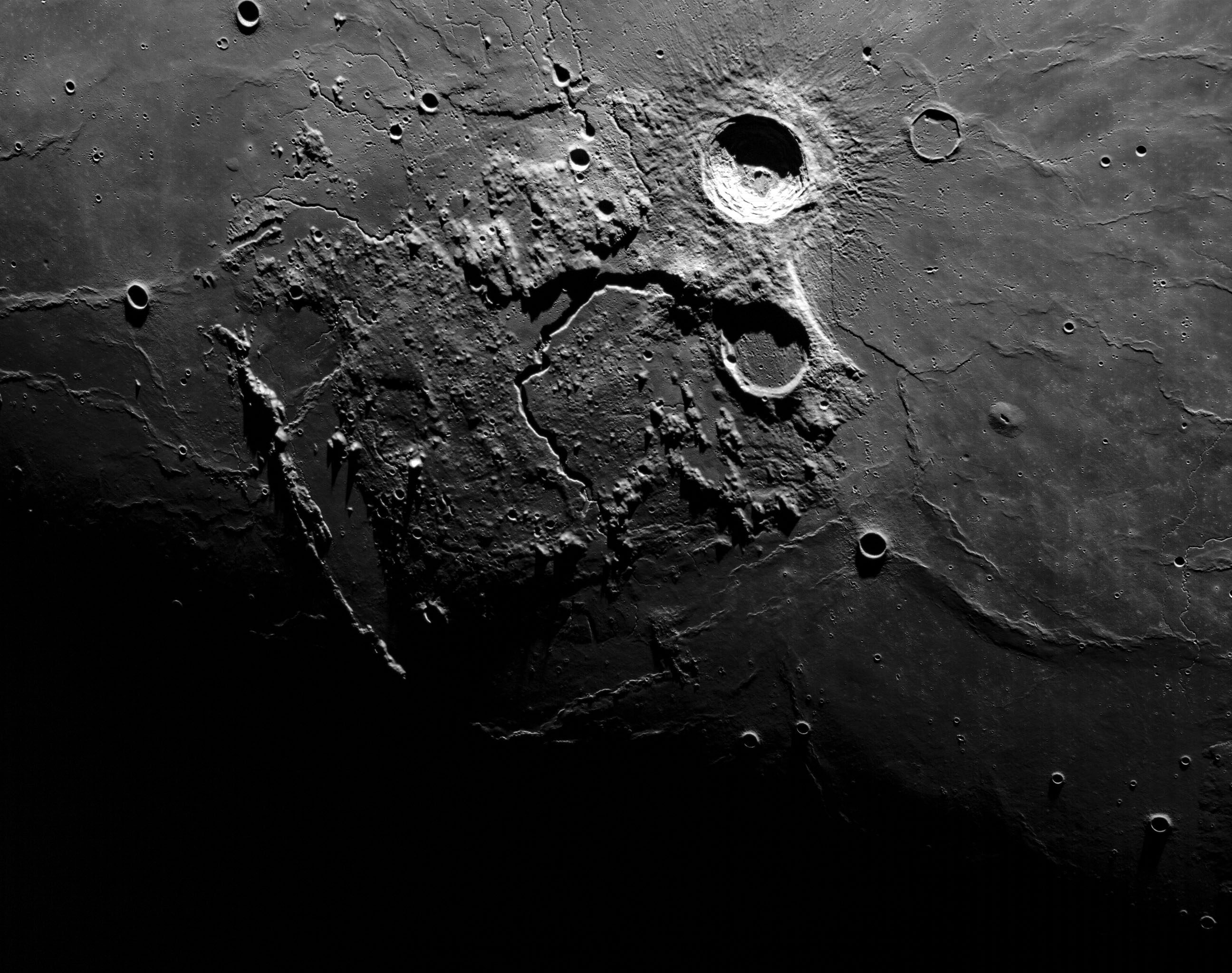
Cratere lunare
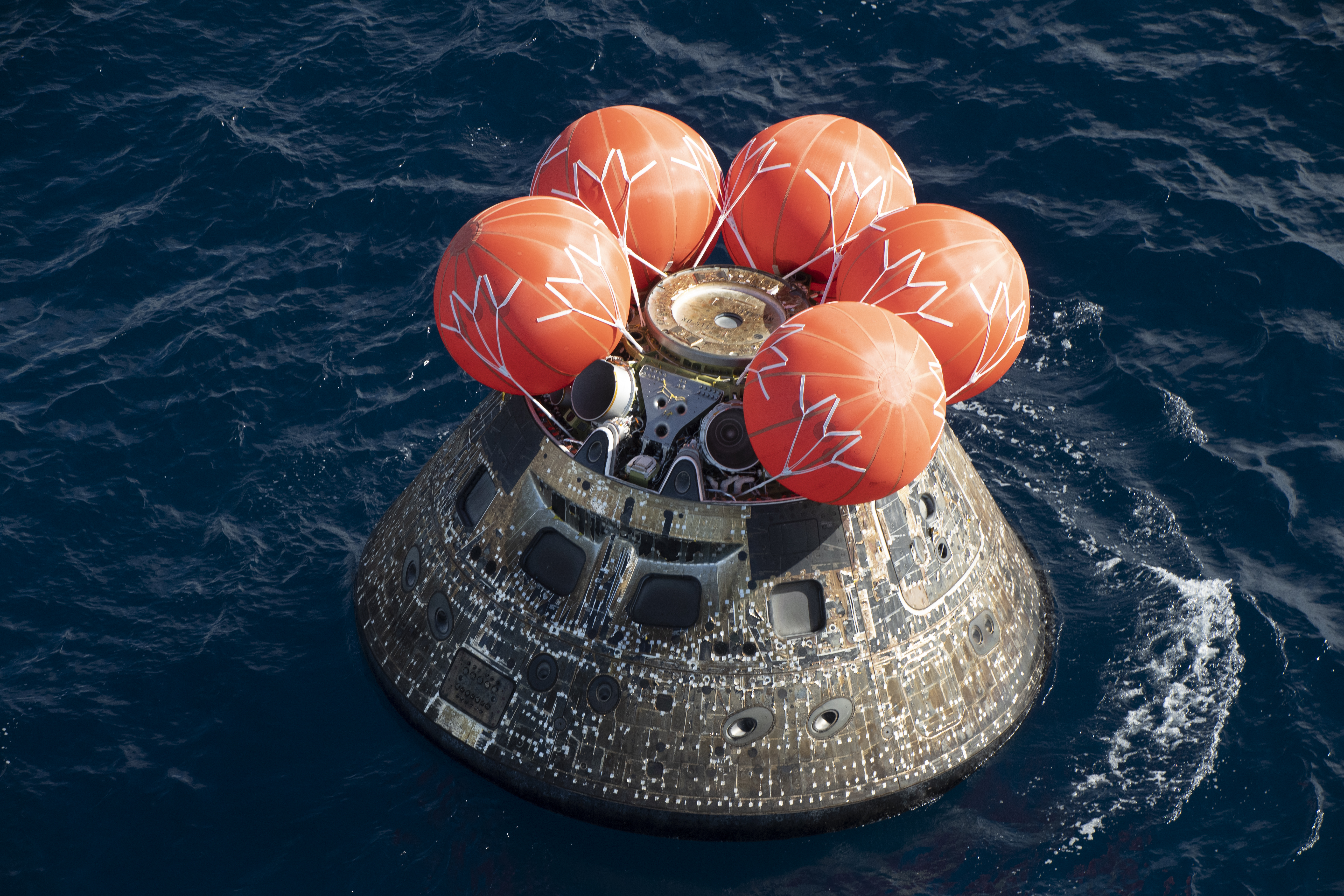
Orion în largul coastei Baja California la scurt timp după amerizare